# Міністерство культури Української РСР
Міністерство культури Української РСР — союзно-республіканське міністерство, входило до системи органів культури СРСР і підлягало в своїй діяльності Раді Міністрів УРСР і Міністерству культури СРСР.

## Історія
Утворене 10 квітня 1953 року шляхом об'єднання Міністерства кінематографії Української РСР, Управління у справах вищої школи при Раді міністрів УРСР, Комітету в справах мистецтв при Раді міністрів УРСР, Комітету в справах культурно-освітніх установ при Раді міністрів УРСР, Комітету радіоінформації при Раді міністрів УРСР, Управління у справах поліграфічної промисловості, видавництв і книжкової торгівлі при Раді міністрів УРСР.

## Міністри культури УРСР
- Литвин Костянтин Захарович (1953—1956)
- Бабійчук Ростислав Володимирович (1956—1971)
- Єльченко Юрій Никифорович (1971—1973)
- Романовський Олексій Корнійович (1973—1977)
- Безклубенко Сергій Данилович (1977—1983)
- Олененко Юрій Олександрович (1983—1991)[джерело?]